# ジャン・ロムバウド
ジャン・ロムバウド（Jean Rombaud）は、フランス、リールの死刑執行人である。
1536年5月19日にアン・ブーリンに斬首刑を執行するためにヘンリー8世によりイングランドへ呼ばれたといわれている。
詳しい経歴については何も解っておらず、実在の人物であるかどうかについてすら疑問の余地がある。

## 参考資料
- C. C. Humphreys著: Die Hand der Anne Boleyn. (ペーパーバック) , ISBN 3-492-24445-9
- C. C. Humphreys著: Der Fluch der Anne Boleyn. (ペーパーバック) , ISBN 3-492-27108-1